# Eritroplasia de Queyrat
La eritroplasia de Queyrat, conocida también como la enfermedad de Bowen del glande, es el nombre que se le da a un tipo de cáncer de piel, ubicado en el pene principalmente en hombres no circuncidados. Por lo general es un carcinoma in situ que aparece como una erupción generalmente irritante en el tallo del pene. La eritroplasia de Queyrat puede también aparecer en la uretra, vulva, mucosa oral, lengua y en la conjuntiva y, aunque no tiende a causar metástasis, a menudo progresa a un carcinoma de células escamosas. Se ha descrito una asociación clara entre la eritroplasia de Queyrat con el Papillomavirus humano. Otros factores de riesgo incluyen el esmegma, fricción, mala higiene y ciertos traumatismos.